# شمیتسهاوزن
شمیتسهاوزن (به آلمانی: Schmitshausen) یک شهر در آلمان است که در زودوستپفالتس واقع شده‌است. شمیتسهاوزن ۴۲۶ نفر جمعیت دارد.

## خواهرخوانده
شهرهای Longuyon، لیمانا و والفردانژ خواهرخوانده‌های شمیتسهاوزن هستند.